# Sejm Polskiej Rzeczypospolitej Ludowej III kadencji
Sejm PRL III kadencji – Sejm PRL wybrany w wyborach z 16 kwietnia 1961. Okres trwania pełnomocnictw Sejmu trwał od 16 kwietnia 1961 do 16 kwietnia 1965 r.
Do Sejmu wybrano 460 posłów, w tym 60 kobiet (stanowiły 13,04% wszystkich posłów). Prawie połowa wybranych posłów, bo 216 zasiadało w poprzednim parlamencie. W trakcie kadencji zmarło 16 posłów. Nie przeprowadzano wyborów uzupełniających.
Posłowie zebrali się łącznie na 8 sesjach zwyczajnych i jednej nadzwyczajnej, które trwały 753 dni, co stanowiło 51,5% czasu trwania kadencji. Odbyto 32 posiedzenia plenarne (I – 15 V 1961, XXXII – 29–31 III 1961), które trwały łącznie 44 dni. Obrady sejmowe trwały 223 h 25 min, czyli jedno posiedzenie plenarne trwało 6 h 59 min. Jedna sesja zwyczajna trwała przeciętnie 94 dni.
Posłowie odbyli ok. 32 000 spotkań poselskich, w których wzięło udział ok. 4,5 mln osób. Posłowie odbyli 10 000 dyżurów poselskich, w czasie których przyjęli 100 000 osób, które złożyły 100 000 wniosków i skarg.

## Marszałek Senior
- Bolesław Drobner – Polska Zjednoczona Partia Robotnicza

## Marszałek Sejmu
- Czesław Wycech – Zjednoczone Stronnictwo Ludowe

## Wicemarszałkowie Sejmu
- Jan Karol Wende – Stronnictwo Demokratyczne
- Zenon Kliszko – PZPR

## Przewodniczący klubów i kół poselskich
- Zenon Kliszko – PZPR
- Bolesław Podedworny – ZSL
- Jerzy Jodłowski – SD
- Stanisław Stomma – Koło Poselskie „Znak”
- Jerzy Hagmajer – Koło Poselskie PAX
- Jan Frankowski – Koło Posłów ChSS

## Skład polityczny Sejmu na początku kadencji
- PZPR – 256 posłów (55,65% wszystkich)
- ZSL – 117 posłów (25,43%)
- SD – 39 posłów (8,48%)
- bezpartyjni – 48 posłów (10,44%) w tym:
  - 5 posłów Koła Poselskiego „Znak” (1,09%)
  - 3 posłów Koła Poselskiego PAX (0,65%)
  - 3 posłów Koła Posłów ChSS (0,65%)

## Posłowie według wieku
- do 30 lat – 16 (3,48%)
- od 31 do 40 lat – 100 (21,74%)
- od 41 do 50 lat – 162 (35,22%)
- od 51 do 60 lat – 148 (32,17%)
- od 61 lat wzwyż – 34 (7,39%)

## Posłowie według wykształcenia
- wyższe – 193 (41,96% wszystkich)
- niepełne wyższe – 40 (8,69%)
- średnie – 117 (25,43%)
- niepełne średnie – 32 (6,96%)
- podstawowe – 78 (16,96%)

## Komisje stałe Sejmu
- Budownictwa i Gospodarki Komunalnej – Jerzy Ziętek (PZPR)
- Gospodarki Morskiej i Żeglugi – Florian Wichłacz (PZPR)
- Handlu Wewnętrznego – Bronisław Warowny (ZSL)
- Handlu Zagranicznego – Stanisław Kuziński (PZPR)
- Komunikacji i Łączności – Tadeusz Rześniowiecki (ZSL)
- Kultury i Sztuki – Sylwester Leczykiewicz (ZSL)
- Leśnictwa i Przemysłu Drzewnego – Józef Macichowski (PZPR)
- Madatowo-Regulaminowa – Ryszard Strzelecki (PZPR)
- Obrony Narodowej – Edward Gierek (PZPR)
- Oświaty i Nauki – Andrzej Werblan (PZPR)
- Planu Gospodarczego, Budżetu i Finansów – Józef Kulesza (PZPR)
- Pracy i Spraw Socjalnych – Wit Hanke (PZPR)
- Przemysłu Ciężkiego, Chemicznego i Górnictwa – Józef Olszewski (PZPR), od 28 października 1964 – Henryk Szafrański (PZPR)
- Przemysłu Lekkiego, Rzemiosła i Spółdzielczości Pracy – Józef Spychalski (PZPR)
- Rolnictwa i Przemysłu Spożywczego – Tomasz Malinowski (ZSL)
- Spraw Wewnętrznych – Antoni Korzycki (ZSL)
- Spraw Zagranicznych – prof. Stanisław Kulczyński (SD)
- Wymiaru Sprawiedliwości – prof. Jerzy Jodłowski (SD)
- Zdrowia i Kultury Fizycznej – prof. Stanisław Zajączek (SD)

## Dorobek ustawodawczy
Sejm uchwalił 93 ustawy, w tym 81 jednogłośnie i 12 niejednogłośnie. W przypadku 86 ustaw (92,4% wszystkich) inicjatywa ustawodawcza wyszła od rządu, 1 ustawa (1,1%) od Rady Państwa, 2 ustawy (2,2%) uchwalono ze wspólnej inicjatywy rządu i Rady Państwa, zaś 4 z inicjatywy posłów (4,3%).

## Interpelacje
Posłowie zgłosili 13 interpelacji, w tym członkowie PZPR – 1, ZSL – 1, SD – 1 i bezpartyjni – 10, w tym „Znak” – 8. Wśród 13, zdecydowana większość, bo 12 interpelacji było złożonych indywidualnie przez posłów, zaś tylko 1 była zbiorowa. Na żadną z nich nie odpowiedziano na plenum sejmu. Wśród adresatów interpelacji znaleźli się: premier – 2; przewodniczący Komisji Planowania – 4 i ministrowie – 7.